# نارکوتولین
نارکوتولین (به انگلیسی: Narcotoline) یک ترکیب شیمیایی با شناسه پاب‌کم ۴۴۲۳۳۰ است.